# 2013 KY18
2013 KY18 est un astéroïde troyen de Neptune.

## Description
2013 KY18 est un astéroïde troyen de Neptune, observé pour la première fois le 20 mai 2018 à l'observatoire du Haleakalā à Hawaï. Il présente une orbite caractérisée par un demi-grand axe de 30,04 UA, une excentricité de 0,121 et une inclinaison de 6,671° par rapport à l'écliptique.

## Compléments